# Carlos López Buchardo
Pour les articles homonymes, voir López et Buchardo.
Carlos López Buchardo  est un compositeur argentin, né le 12 octobre 1881 à Buenos Aires et mort le 21 avril 1948 à Buenos Aires

## Biographie
Carlos López Buchardo entreprend ses études de composition à Buenos Aires et les complète à Paris auprès d'Albert Roussel. À son retour en Argentine, López Buchardo contribue largement à ériger les institutions qui façonneront la vie musicale de son pays; il fonde le Conservatorio Nacional à Buenos Aires et l'École des Beaux-Arts de l'Université de La Plata, en plus d'occuper divers postes de direction, dont celui du célèbre Teatro Colón. Son œuvre lyrique compte des opéras, des messes, des comédies musicales, et plus d'une cinquantaine de canciones.

## Œuvres
Canción del carretero